# Spór kompetencyjny (postępowanie administracyjne)
Spory kompetencyjne – w rozumieniu przepisów Kodeksu postępowania administracyjnego są to spory między organami jednostek samorządu terytorialnego a organami administracji rządowej. Zachodzi on wtedy, kiedy oba organy uznają się za właściwe w danej sprawie (spór pozytywny) albo żaden z nich nie uznaje się za właściwy (spór negatywny). Spory te rozstrzyga sąd administracyjny.
Z wnioskiem o rozstrzygnięcie sporu kompetencyjnego mogą wystąpić:
- strona,
- organ jednostki samorządu terytorialnego lub inny organ administracji publicznej, pozostający w sporze,
- minister właściwy do spraw administracji publicznej,
- minister właściwy do spraw sprawiedliwości, Prokurator Generalny,
- Rzecznik Praw Obywatelskich.